# Drepanosticta malleus
Drepanosticta malleus är en trollsländeart som beskrevs av Van Tol 2005. Drepanosticta malleus ingår i släktet Drepanosticta och familjen Platystictidae. Inga underarter finns listade i Catalogue of Life.